# Strawberry Fields

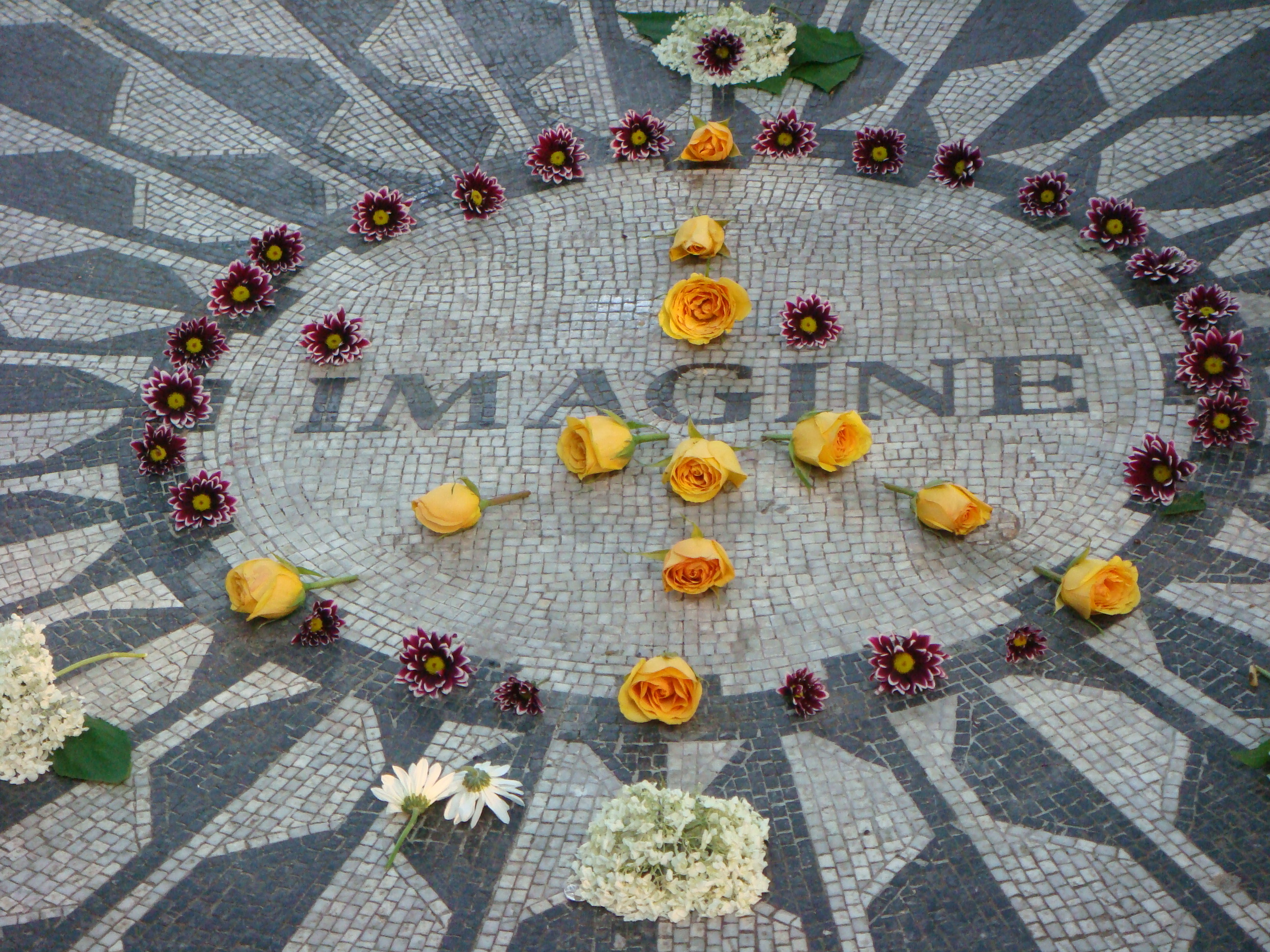
Een vredessymbool op het mozaïek

Strawberry Fields is een 10.000 m² groot deel van Central Park in New York, opgedragen aan de Engelse muzikant John Lennon. Het gebied is vernoemd naar het Lennon-McCartney-lied Strawberry Fields Forever, dat op zijn beurt weer genoemd is naar het kindertehuis in Liverpool in de buurt waar Lennon opgroeide. 

## Aanleg en locatie

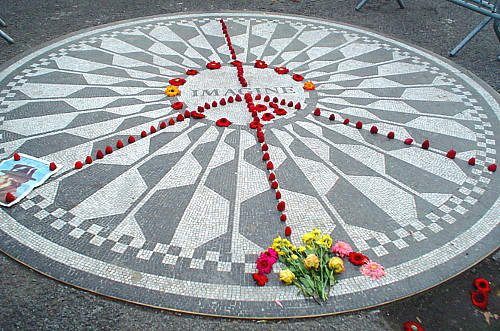
Bloemen en aardbeien in de vorm van een vredesymbool op de gedenkplaats

De gedenkplaats in Central Park is ontworpen door Bruce Kelly, hoofd landschapsarchitect voor de Central Park Conservancy. Strawberry Fields is onthuld op de dag dat Lennon 45 zou worden, 9 oktober 1985, door zijn weduwe Yoko Ono, die geld voor het project doneerde.
De ingang is op Central Park West bij West 72nd Street, direct tegenover de Dakota Apartments, waar Lennon het laatste deel van zijn leven woonde en waar hij is vermoord. De gedenkplaats is een driehoekig stuk land met in het midden een cirkelvormig mozaïek van stenen, een replica van een mozaïek uit Pompeï, een gift van de stad Napels. In het midden van het mozaïek staat een enkel woord, de titel van Lennons bekende lied: "Imagine". Rond de randen van het driehoekige gebied staan banken die zijn geschonken ter nagedachtenis aan andere mensen en worden beheerd door de Central Park Conservancy. Langs een pad naar het zuidoosten is een plaquette te vinden met een lijst met landen die hielpen met de aanleg van het monument. Yoko Ono doneerde meer dan een miljoen dollar voor de aanleg van en onderhoud aan het monument.
Het mozaïek ligt in een reeks open plekken, omringd door bosjes en bomen en is een stilteplek. Een pad loopt langs rododendrons, ilexen en sneeuwballen. Wilde rozen en magnolia's sieren het hoofdpad. Op de noordelijke punt staan drie watercipressen, welke hun naalden verliezen maar elke lente teruggroeien, een symbool van eeuwige vernieuwing. De bomen groeien tot 36 meter binnen honderd jaar en zullen uiteindelijk van ver te zien zijn.

## Gebruik
De gedenkplaats is vaak bedekt met bloemen, kaarsen in glaasjes en andere eigendommen achtergelaten door Lennonfans. Op Lennons geboortedag (9 oktober) en op zijn sterfdag (8 december) komen mensen hier samen om liedjes te zingen en hun respect te tonen, waarbij ze vaak lang blijven hoewel de nachten koud zijn.
Een van de bekendste fans van de plek was Gary dos Santos, een Beatlesfan die bijna 20 jaar de plek met cirkels van bloemen en objecten bedekte, vaak in de vorm van een vredessymbool. Dos Santos werd wel de burgemeester van Strawberry Fields genoemd. Hij overleed in 2013.
Spontane herdenkingen voor andere musici, zoals Jerry Garcia en George Harrison, hebben plaatsgevonden op deze plek. Vooral in de zomer en op de verjaardagen van andere Beatlesleden komen mensen hier samen. In de dagen na de aanslagen op 11 september 2001 werden de doden hier herdacht met kaarsen.